# Divino Inferno (Et Rodin créa la Porte de l'Enfer)
 (mars 2024).
Pour plus de détails, voir Fiche technique et Distribution.
Divino Inferno (Et Rodin créa la Porte de l'Enfer) est un documentaire français consacré à Rodin, réalisé par l'artiste plasticien et réalisateur Bruno Aveillan, écrit par l'auteure Zoé Balthus et Bruno Aveillan diffusé pour la première fois en 2017. Ce film d'art a été présenté en avant première au Grand Palais à l'occasion de la grande exposition du Centenaire consacré au sculpteur français, avant sa première diffusion télévisée sur la chaîne franco-allemande Arte.
Le film  a été co-produit par la chaîne de télévision franco-allemande Arte, la Réunion des Musées nationaux (RMN), les sociétés de production Les Bons Clients, Quad productions, Fix Studio et NOIR.
Une performance de l'artiste contemporain Mircea Cantor au Musée Rodin a été tournée spécialement pour le film devant La Porte de l’Enfer. Les œuvres qui en sont nées ont été présentée à la FIAC 2017.

## Synopsis
Divino Inferno raconte l’histoire insoupçonnée de La Porte de l'Enfer, un des plus énigmatiques chefs-d’œuvre de l'Histoire de l'art, matrice de toute l'œuvre du sculpteur Auguste Rodin. Bruno Aveillan a réalisé ce film avec son regard d'artiste plasticien. Il explore avec l'écrivain Zoé Balthus tous les secrets de création du monument tout en peignant le portrait d'un Rodin visionnaire. Le duo s'est entouré de danseurs et d'artistes contemporains tel Mircea Cantor, afin de mettre au jour un film poétique et sensoriel où se mêlent arts plastiques, danse et littérature, proposant ainsi une lecture inédite du travail d’un des plus grands sculpteurs de tous les temps.

## Autour du film

### Institutions
Le film Divino Inferno a été projeté dans de prestigieuses institutions dans le monde, dont :
- Le Grand Palais, Paris, avril 2017 (Ouverture de l'exposition du Centenaire Rodin, 1917 - 2017)[4]
- Le Musée d'art contemporain Marcel Lenoir, Montricoux, mai 2017 (Dans le cadre de la Nuit européenne des musées 2017)
- Art Gallery of South Australia, Adélaïde, juin 2017
- Gorky Park, Moscou, juillet 2017
- Fondation Mapfre, Barcelone, septembre 2017
- L'Université de Stanford, Stanford, octobre 2017 (Projection accompagnée d'une conférence de Bruno Aveillan, Zoé Balthus et du Dr Jean Baptiste Chantoiseau, éditeur du Musée Rodin)
- L'Université de Loyola Marymount, Los Angeles, octobre 2017 (Projection accompagnée d'une conférence de Bruno Aveillan, Zoé Balthus et du Dr Jean Baptiste Chantoiseau, éditeur du Musée Rodin)
- Le Musée National de l'art occidental, Tokyo, novembre 2017 (Projection accompagnée d'une conférence de Zoé Balthus)
- La Fondation Barnes, Philadelphie, janvier 2018
- Le Musée National des Beaux Arts du Québec, février 2018
- Le Musée préfectoral d'art de Shizuoka, Japon, novembre 2018 (Projection accompagnée d'une conférence de Zoé Balthus)

### Événements culturels
Plusieurs évènements culturels ont été liés au film Divino Inferno, dont :
- Le Grand Palais, mai 2017. Performance à l'occasion de la Nuit européenne des musées[5] au cœur même de l'exposition du Centenaire au Grand Palais par les danseurs contemporains du film Divino Inferno qui interprétèrent en corrélation avec le film les œuvres de Rodin, incomparable sculpteur du mouvement des corps [6].[source secondaire souhaitée].
- FilmForum 2018, Gorizia, mars 2018. Projection accompagnée d'une conférence intitulée « Dancing with fire. When Bruno Aveillan rekindles Rodin's flame (1917-2017). » par le Dr Jean Baptiste Chantoiseau, Éditeur du Musée Rodin [7].

## Fiche technique
- Titre : Divino Inferno
- Réalisation : Bruno Aveillan
- Scénario : Zoé Balthus et Bruno Aveillan
- Musique : Raphaël Ibanez de Garayo
- Montage : Thanh Long Bach et Mathilde Morières
- Producteurs : Thibaut Camurat, Loic Bouchet
- Décors : Arno Roth, Antonia Colomar
- Costumes : Christine Guegan, Linda Guegan
- Dessinateur : Stéphane Levallois
- Photographie : Bruno Aveillan
- Directeur de production : Claudia Traeger
- Assistant réalisation : Frédéric Drouilhat, Tatum Drouilhat
- Post production : Fix Studio
- Directrice de post production : Nataly Aveillan
- Sociétés de production : Arte France, Les bons clients, RMN – Grand Palais , Quad Productions, Fix Studio, NOIR, avec la participation de SVT Sveriges Television, Avrotros Netherlands, avec le soutien de Région Ile-de-France, CNC (Nouvelles technologie en production)
- Pays d'origine :  France
- Langue originale : français
- Format : couleur — DCP — 1.85:1 — stéréo Dolby SRD
- Durée : 60 minutes
- Genres : documentaire
- Dates de sortie : avril 2017

## Distribution
- Christian Sinniger : Auguste Rodin
- Lucile Krier : Camille Claudel
- Mircea Cantor : Mircea Cantor
- Juliette Gernez : Eve, Francesca, Le Baiser, La Danaïde (plâtre)
- Charlotte Siepiora : La Femme accroupie, Je suis belle, La Danaïde (Marbre), L'Éternel Printemps
- Joachim Lorca : L'Âge d'Airain, Les Ombres, Ugolin
- Yan Giraldou : Le Penseur, Paolo, Le Baiser
- Les mains de Rodin : Paul de Pignol

## Narration
Elsa Lepoivre, actrice et sociétaire de la Comédie-Française, récompensée par le Molière de la meilleure comédienne en 2017, est la narratrice du film, et le comédien Denis Lavant est la voix de Rodin[source secondaire souhaitée].

## Distinctions

### Récompenses
| Festival                                                | Prix                                                              |
| ------------------------------------------------------- | ----------------------------------------------------------------- |
| Festival international des médias de Banff 2018 (BANFF) | Rocky Awards Winner, Music, Performance & Arts Program Category . |

### Nominations et sélections officielles
| Festival                                                | Nomination et sélection officielle                               |
| ------------------------------------------------------- | ---------------------------------------------------------------- |
| Festival international des médias de Banff 2018 (BANFF) | Sélection officielle, Music, Performance & Arts Program Category |
| Festival international du film sur l'art 2018 (FIFA)    | Sélection officielle, Finaliste Grand Panorama                   |
| Prix Italia for TV 2018                                 | Sélection officielle, Finaliste Performing Arts                  |
| Les étoiles de la SCAM 2018                             | Sélection officielle, Finaliste                                  |
| Festival de l'histoire de l'art 2018 (FHA)              | Sélection officielle                                             |
| Beirut Art Film Festival 2018 (BAFF)                    | Sélection officielle                                             |
| Festival du Film de Lama 2017                           | Sélection officielle                                             |